# U-225 (tàu ngầm Đức)
U-225 là một tàu ngầm tấn công  Lớp Type VII thuộc phân lớp Type VIIC được Hải quân Đức Quốc Xã chế tạo trong Chiến tranh Thế giới thứ hai. Nhập biên chế năm 1942, nó đã thực hiện được hai chuyến tuần tra, đánh chìm một tàu buôn có tải trọng 5.273 GRT, đồng thời gây hư hại cho bốn tàu buôn khác với tổng tải trọng 24.672 GRT. Trong chuyến tuần tra cuối cùng tại Đại Tây Dương, U-223 bị tàu sà lúp Anh HMS Dianthus đánh chìm vào ngày 22 tháng 2, 1943.

## Thiết kế và chế tạo

### Thiết kế

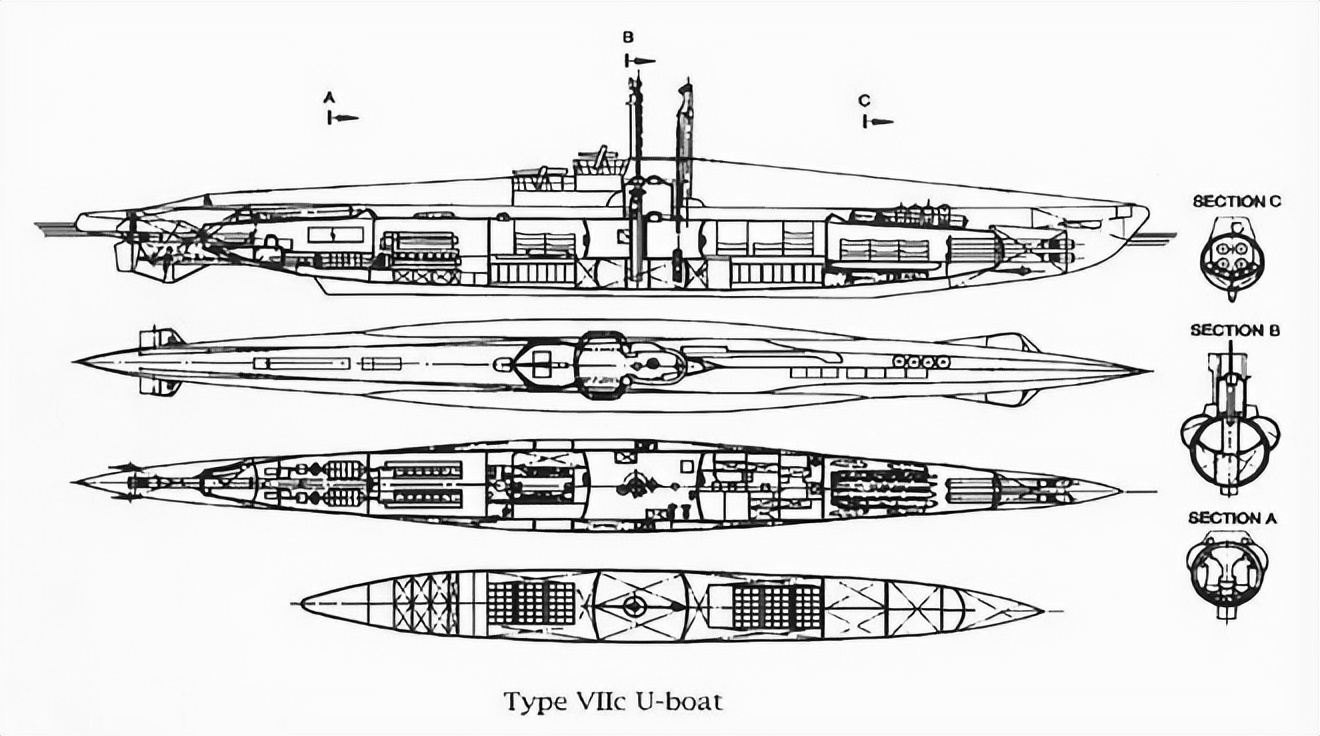
Sơ đồ các mặt cắt một tàu ngầm Type VIIC

Phân lớp VIIC của Tàu ngầm Type VII là một phiên bản VIIB được kéo dài thêm. Chúng có trọng lượng choán nước 769 t (757 tấn Anh) khi nổi và 871 t (857 tấn Anh) khi lặn). Con tàu có chiều dài chung 67,10 m (220 ft 2 in), lớp vỏ trong chịu áp lực dài 50,50 m (165 ft 8 in), mạn tàu rộng 6,20 m (20 ft 4 in), chiều cao 9,60 m (31 ft 6 in) và mớn nước 4,74 m (15 ft 7 in).
Chúng trang bị hai động cơ diesel Germaniawerft F46 siêu tăng áp 6-xy lanh 4 thì, tổng công suất 2.800–3.200 PS (2.100–2.400 kW; 2.800–3.200 bhp), dẫn động hai trục chân vịt đường kính 1,23 m (4,0 ft), cho phép đạt tốc độ tối đa 17,7 kn (32,8 km/h), và tầm hoạt động tối đa 8.500 nmi (15.700 km) khi đi tốc độ đường trường 10 kn (19 km/h). Khi đi ngầm dưới nước, chúng sử dụng hai động cơ/máy phát điện AEG GU 460/8–27 tổng công suất 750 PS (550 kW; 740 shp). Tốc độ tối đa khi lặn là 7,6 kn (14,1 km/h), và tầm hoạt động 80 nmi (150 km) ở tốc độ 4 kn (7,4 km/h). Con tàu có khả năng lặn sâu đến 230 m (750 ft).
Vũ khí trang bị có năm ống phóng ngư lôi 53,3 cm (21 in), bao gồm bốn ống trước mũi và một ống phía đuôi, và mang theo tổng cộng 14 quả ngư lôi, hoặc tối đa 22 quả thủy lôi TMA, hoặc 33 quả TMB. Tàu ngầm Type VIIC bố trí một hải pháo 8,8 cm SK C/35 cùng một pháo phòng không 2 cm (0,79 in) trên boong tàu. Thủy thủ đoàn bao gồm 4 sĩ quan và 40-56 thủy thủ.

### Chế tạo
U-225 được đặt hàng vào ngày 15 tháng 8, 1940, và được đặt lườn tại xưởng tàu của hãng Friedrich Krupp Germaniawerft tại Kiel vào ngày 3 tháng 9, 1941. Nó được hạ thủy vào ngày 28 tháng 5, 1942, và nhập biên chế cùng Hải quân Đức Quốc Xã vào ngày 11 tháng 7, 1942 dưới quyền chỉ huy của Hạm trưởng, Trung úy Hải quân Wolfgang Leimkühler.

## Lịch sử hoạt động

### Chuyến tuần tra thứ nhất
U-225 khởi hành từ Kiel vào ngày 5 tháng 12, 1941 cho chuyến tuần tra đầu tiên trong chiến tranh. Nó băng qua khe GIUK giữa quần đảo Faroe và Iceland để đi đến hoạt động tại vùng biển Bắc Đại Tây Dương ở Khu vực Tiếp cận phía Tây và phía Tây vịnh Biscay. Ở vị trí về phía Bắc quần đảo Azores, chỉ trong hai ngày 27 và 28 tháng 12, nó đã đánh chìm tàu buôn Anh Melmore Head 5.273 GRT với hai quả ngư lôi, đồng thời gây hư hại cho các tàu buôn Scottish Heather, Ville de Rouen, President Francqui và Empire Shackleton, tất cả cùng thuộc Đoàn tàu ONS 154. Chiếc tàu ngầm kết thúc chuyến tuần tra và đi đến cảng Brest bên bờ biển Đại Tây Dương của Pháp vào ngày 8 tháng 1, 1943.

### Chuyến tuần tra thứ hai - Bị mất
U-225 xuất phát từ cảng Brest vào ngày 2 tháng 2 cho chuyến tuần tra thứ hai, cũng là chuyến cuối cùng, để hoạt động tại Khu vực Tiếp cận phía Tây. Nó bị tàu corvette Anh HMS Dianthus tấn công bằng mìn sâu và đánh chìm vào ngày 22 tháng 2, 1943 tại tọa độ 48°37′B 30°35′T / 48,617°B 30,583°T. Toàn bộ 46 thành viên thủy thủ đoàn của U-225 đều tử trận.

### Tóm tắt chiến công
U-224 đã đánh chìm được một tàu buôn tải trọng 5.273 GRT, đồng thời gây hư hại cho bốn tàu buôn khác với tổng tải trọng 24.672 GRT:
| Ngày              | Tên tàu            | Quốc tịch      | Tải trọng | Số phận      |
| ----------------- | ------------------ | -------------- | --------- | ------------ |
| 27 tháng 12, 1942 | Scottish Heather   | United Kingdom | 7.087     | Bị hư hại    |
| 28 tháng 12, 1942 | Melmore Head       | United Kingdom | 5.273     | Bị đánh chìm |
| 28 tháng 12, 1942 | Ville de Rouen     | United Kingdom | 5.598     | Bị hư hại    |
| 28 tháng 12, 1942 | President Francqui | Belgium        | 4.919     | Bị hư hại    |
| 28 tháng 12, 1942 | Empire Shackleton  | United Kingdom | 7.068     | Bị hư hại    |